# Запис крст код хотела (Чачак)
Запис крст код хотела (Чачак) се налази на парцели чији је власник Град Чачак.

## Локација
| Општина             | Чачак                                                                       |
| Катастарска општина | Чачак                                                                       |
| Потес               | Николе Пашића                                                               |
| Координате          | 43° 53′ 15″ С; 20° 20′ 28″ И / 43.887599999999999° С; 20.341200000000001° И |
| Надморска висина    | 253m                                                                        |

## Карактеристике
Дендрометријске вредности утврђене на терену и сателитским снимцима:
| Стабло                     | Крст |
| Висина стабла              | m    |
| Обим дебла                 | m    |
| Пречник крошње             | 0m   |
| Пречник дебла              | m    |
| Висина дебла до прве гране | m    |

## База записа
Запис је у оквиру Викимедија пројекта "Запис - Свето дрво" заведен под редним бројем 1262.